# Plaxton Panorama
Ne pas confondre avec l'ancien Plaxton Panorama Elite de 1968

Le Plaxton Panorama est une carrosserie d'autocar à deux étages de ligne et GT, fabriquée par le carrossier britannique Plaxton, montée sur un châssis motorisés Volvo B11RLE

## Ventes
En 2020, Scottish Citylink achète 18 exemplaires pour sa ligne de navettes entre Glasgow et Édimbourg.